# André Mattos (músico)
André Mattos (Nilópolis, 29 de setembro de 1973) é um baterista brasileiro, conhecido por ter sido integrante da formação original da banda Toque no Altar e um dos fundadores do Trazendo a Arca. Fora da banda faz workshops.

## Biografia
Iniciou sua carreira aos doze anos de idade, tendo já trabalhado com Neguinho da Beija-Flor, Toque no Altar, Bebeto, Carlinhos Felix, Pamela, Ginga Brasil, entre outros.
Em 2002, ao lado de músicos como Ronald Fonseca, Davi Sacer, Luiz Arcanjo e Deco Rodrigues, fez parte do grupo Toque no Altar como baterista. Por divergências com Marcus Gregório, pastor do Ministério Apascentar, em 2007 fundou o Trazendo a Arca ao lado de Isaac Ramos, Deco Rodrigues, Ronald Fonseca, Luiz Arcanjo, Davi e Verônica Sacer. Desde que começou no Trazendo a Arca, atua tocando bateria nos shows.
Em 2007, lançou seu primeiro DVD de vídeo aulas de bateria, de título Profético. É patrocinado pela Pearl Drums,  uma das maiores marcas de baterias da América Latina , Turkish Cymbals, Michael Instrumentos Musicais e C-Ibañez. Em 2012, inaugurou seu primeiro web site produzido por David Cerqueira e afirmou planejar gravar um álbum solo como cantor.

## Discografia
Solo
- 2007: Profético

Com Trazendo a Arca
Com outros músicos e artistas
- 2001: Tudo Que Sou - Pamela
- 2008: Deus não Falhará - Davi Sacer
- 2009: Luiz Arcanjo - Luiz Arcanjo
- 2023: Especial 20 Anos - Davi Sacer e Verônica Sacer